# Elżbieta Fajerman
Elżbieta Fajerman (ur. 17 maja 1951 w Zgorzelcu, zm. 17 maja 2017 w Katowicach) – działaczka społeczności żydowskiej, animatorka kulturalna, członkini Zarządu Głównego Towarzystwa Społeczno-Kulturalnego Żydów w Polsce oraz wieloletnia przewodnicząca katowickiego oddziału tej organizacji.

## Życiorys
Urodziła się w rodzinie żydowskiej jako córka Józefa (1922–1991) i Leokadii (1928–1987) Fajermanów. Miała młodszą siostrę, Marię Fajerman-Kostańską (1957–2006).
W latach 2002–2017 pełniła funkcję przewodniczącej katowickiego oddziału Towarzystwa Społeczno-Kulturalnego Żydów w Polsce, była także członkinią prezydium Zarządu Głównego TSKŻ.
Zmarła 17 maja 2017 na skutek zawału mięśnia sercowego. Została pochowana w kwaterze żydowskiej na cmentarzu komunalnym w Zgorzelcu.